# ينس شميت (لاعب اتحاد الرغبي)
ينس شميت (بالألمانية: Jens Schmidt)‏ هو لاعب اتحاد الرغبي ألماني، ولد في 18 ديسمبر 1981.